# Mandat (Völkerrecht)

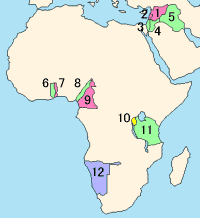
Historische Mandatsgebiete in Afrika und Vorderasien:
1. Syrien (franz.),
2. Libanon (franz.),
3. Palästina (brit.),
4. Transjordanien (brit.),
5. Irak (brit.),
6. Togoland (brit.),
7. Togo (franz.),
8. Kamerun (brit.),
9. Kamerun (franz.),
10. Ruanda-Urundi (belg.),
11. Tanganyika (brit.) und
12. Südwest-Afrika (südafr.).

Der Begriff Mandat (von lateinisch in manum datum „in die Hand gegeben“) bezeichnet im Völkerrecht im weiteren Sinn den einem Staat oder Staatenbund erteilten Auftrag, die staats- und völkerrechtlichen Interessen eines bestimmten fremden Gebiets zu vertreten. Im engeren Sinn bezeichnet der Begriff die Verantwortung für die Verwaltung bestimmter früherer Teile des Osmanischen Reichs sowie der früheren deutschen Kolonien. Die Satzung des Völkerbundes verstand unter Mandat die „Übertragung der Vormundschaft“ über Völker, die sich nicht selbst zu leiten vermögen, „an die fortgeschrittenen Nationen“.
Das Mandatssystem des Völkerbundes war ein Kompromiss zwischen den Ansprüchen der Siegermächte des Ersten Weltkriegs, vor allem Großbritanniens und Frankreichs, und dem von Idealisten wie US-Präsident Woodrow Wilson und General Jan Smuts geforderten Selbstbestimmungsrecht der Völker. Es galt als eine neue Weltordnung oder als Neokolonialismus, mit vielen Abstufungen zwischen diesen Extremen.

## Mandatsgebiete
Die Kolonien des ehemaligen Deutschen Kaiserreichs in Afrika und einige Territorien des ehemaligen Osmanischen Reichs in Vorderasien wurden nach Ende des Ersten Weltkriegs an den Völkerbund übertragen und gingen nach dem Ende des Zweiten Weltkriegs teilweise an die Vereinten Nationen über. Das Deutsche Reich und die Türkei verloren alle Rechte und alle staatliche Souveränität an diesen Territorien. Diese kamen unter die Oberhoheit des Völkerbundes, wurden jedoch der Verwaltung der Hauptmächte der Entente, Frankreich und Großbritannien, die auch die größten Kriegslasten unter den Alliierten getragen hatten, und weiterer Mächte der Alliierten übertragen.
Neben Frankreich und Großbritannien waren weitere Mandatsmächte:
Australien (Bismarck-Archipel, Kaiser-Wilhelms-Land); Belgien (Ruanda-Urundi); Japan (Kiau-Tschou, Karolinen, Marianen, siehe japanisches Südseemandat); Neuseeland (Samoa); Südafrikanische Union (Deutsch-Südwestafrika, siehe auch: Caprivizipfel).
Frankreich erhielt von den vormals deutschen Kolonien Teile von Kamerun und Togo (Französisch-Kamerun und Französisch-Togo) und von den vormals osmanischen Gebieten den Libanon und Syrien (Völkerbundmandat für Syrien und Libanon) als Mandatsgebiete.
Unter britische Mandatsverwaltung kam der überwiegende Teil von Deutsch-Ostafrika als Tanganjika, die Gebiete von Kamerun und Togo, die nicht unter französischer Mandatsverwaltung standen, als Britisch-Kamerun und Britisch-Togoland; der Irak (siehe auch: Britisches Mandat Mesopotamien), Jordanien und Palästina (siehe auch: Völkerbundsmandat für Palästina) als ehemalige Teile des Osmanischen Reichs.
Grundlage für die Völkerbundmandate war für das Deutsche Reich der Friedensvertrag von Versailles vom 28. Juni 1919, der u. a. auch die deutschen Gebietsverluste festschrieb. Deutschland musste seinen gesamten Kolonialbesitz abgeben, dieser wurde unter das Mandat des Völkerbundes gestellt (siehe oben); außerdem musste es auch Teile des Reichsgebiets abtreten, die teilweise ebenfalls unter das Mandat des Völkerbundes gestellt wurden:
Das Saargebiet wurde von Frankreich als Mandatsmacht verwaltet; Danzig wurde zur Freien Stadt unter Völkerbundsmandat, Teile der Souveränität gingen an Polen; das Memelgebiet wurde von französischen Truppen besetzt. Frankreich übernahm die Verwaltung. 1923 marschierten Truppen aus Litauen ein. Das Gebiet wurde von Litauen annektiert.
Für das Osmanische Reich regelte die Mandatsverwaltung der Vertrag von Sèvres vom 10. August 1920, der im Vertrag von Lausanne vom 24. Juli 1923 zugunsten der Türkei revidiert wurde. Nach dem Zweiten Weltkrieg verlor Japan seine Mandatsgebiete; diese gingen als Treuhandgebiete an die UN, die den USA die Verwaltung übertrug. Kiau-Tschou war bereits 1922 unter dem Druck der USA an China zurückgegeben worden. Die Völkerbundmandate, die noch nicht in die Unabhängigkeit entlassen worden waren, gingen mit der Auflösung des Völkerbundes am 18. April 1946 in die Verantwortung der neu geschaffenen UN über und wurden zu deren Treuhandgebieten. Die Verwaltung blieb bei den bisherigen Mandatsmächten außer im Fall von Japan.

## Mandatsverwaltung des Völkerbunds

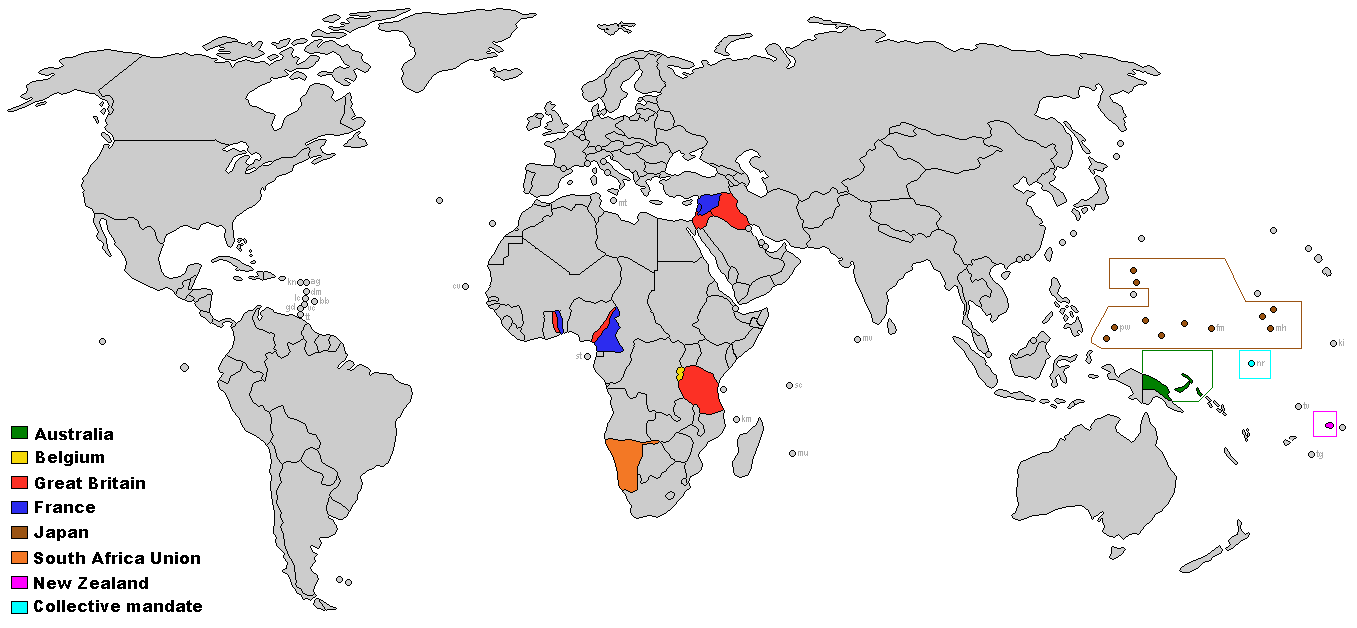
Karte der Mandatsgebiete
Britisches Mandatsgebiet
Französisches Mandatsgebiet
Belgisches Mandatsgebiet
Australisches Mandatsgebiet
Japanisches Mandatsgebiet
Neuseeländisches Mandatsgebiet
Südafrikanisches Mandatsgebiet
Gemeinschaftliches Mandatsgebiet

Als eine der Folgen seiner Niederlage im Ersten Weltkrieg musste das Deutsche Reich im Friedensvertrag von Versailles vom 28. Juni 1919 nicht nur bestimmte Teile seines festlandseuropäischen Staatsgebiets, sondern auch seinen gesamten Kolonialbesitz abtreten. Das erst 1911 im Rahmen des so genannten Marokko-Kongo-Vertrags von Frankreich an Deutschland abgetretene Neukamerun ging wieder in französischen Besitz über, die restlichen Kolonien wurden dem Völkerbund unterstellt. Der Völkerbund übte seine Hoheitsgewalt nach Artikel 22 seiner Satzung nicht direkt aus, sondern trug lediglich theoretische Letztverantwortung; die praktische Ordnungs- und Verwaltungsarbeit lag in den Händen verschiedener Siegerstaaten, der so genannten „Mandatsmächte“. Neben den ehemaligen deutschen Kolonien ebenfalls dem Völkerbund unterstellt wurden die Stadt Danzig mit Umland sowie die Stadt Rijeka und ihr Umland.
Auch ein Großteil des Osmanischen Reichs, das mit Deutschland und Österreich-Ungarn verbündet gewesen war und somit ebenfalls auf der Seite der Verlierer stand, wurde unter Aufsicht des Völkerbunds beziehungsweise unter Schutzherrschaft bestimmter Siegerstaaten gestellt. Die Partitionierung des Vielvölkerstaats, die bereits am 16. Mai 1916 im Sykes-Picot-Abkommen skizziert worden war, wurde am 10. August 1920 im Vertrag von Sèvres formalisiert und am 24. Juli 1923 im Vertrag von Lausanne endgültig festgeschrieben.
Der Völkerbund sah es als seine Aufgabe an, seine so genannten „Mandatsgebiete“ oder kurz „Mandate“ auf die Unabhängigkeit vorzubereiten. Der Großraum Danzig und der Raum Rijeka wurden noch 1920 zu unabhängigen Staaten erklärt. Danzig wurde dabei allerdings weiterhin vom Völkerbund beaufsichtigt; die außenpolitischen Interessen der Metropole und ihres Umlands sollten von Polen vertreten, ihre Verteidigung sollte von Polen und Großbritannien sichergestellt werden. Ein vergleichbarer völkerrechtlicher Sonderstatus war für keines der anderen Mandatsgebiete vorgesehen. Die über 1920 hinaus verbleibenden Mandate wurden anhand ihrer jeweiligen geographischen Lage sowie aus der Überlegung heraus, dass sich nicht alle dieser Territorien gleich schnell zu lebensfähigen selbständigen Staaten aufbauen lassen würden, in drei Klassen eingeteilt, wobei die Mandatsklasse A den höchsten Autonomiestatus hatte:
- Die Klasse der so genannten „A-Mandate“ umfasste die nichttürkischen Teile des zerschlagenen Osmanischen Reichs. Der Irak (Siehe: Britisches Mandat Mesopotamien) und die Region Palästina wurden britischer Verwaltung unterstellt. Der Irak wurde 1932 in den Völkerbund aufgenommen, Transjordanien wurde 1922 ein autonomes Emirat und wurde 1946 in die Unabhängigkeit entlassen. Das Völkerbundsmandat für Palästina dauerte bis zur israelischen Unabhängigkeitserklärung am 14. Mai 1948. Frankreich erhielt das Völkerbundmandat für Syrien und Libanon zugesprochen, wobei Syrien und der Libanon 1946 beziehungsweise 1943 unabhängig wurden.
- Die Klasse der so genannten „B-Mandate“ bestand aus den ehemaligen deutschen Kolonien in Afrika mit Ausnahme des ehemaligen Deutsch-Südwestafrika. Die Verantwortung für Kamerun und Togo wurde zwischen Frankreich und Großbritannien aufgeteilt, wobei der östliche größere Teil unter französische, der westliche kleinere Teil unter britische Verwaltung gelangten. Tanganjika wurde vollständig britischer, Ruanda-Urundi hingegen belgischer Verwaltung unterstellt. Keines dieser Gebiete wurde bis 1946 in die Unabhängigkeit entlassen.
- Die Klasse der so genannten „C-Mandate“ schließlich umfasste Deutsch-Südwestafrika, das Kionga-Dreieck und die ehemaligen deutschen Kolonien im Pazifikraum. Deutsch-Südwestafrika wurde der Südafrikanischen Union überantwortet, die Verwaltung Kiongas übernahm Portugal, die Verwaltung von Westsamoa ging an Neuseeland und die Naurus wurde Neuseeland, Großbritannien und Australien übertragen. Die restlichen ehemaligen deutschen Besitzungen südlich des Äquators – im Wesentlichen die Insel Papua-Neuguinea – wurden von Australien, die restlichen ehemaligen deutschen Besitzungen nördlich des Äquators – die Karolinen, die Marshallinseln, die Nördlichen Marianen und Palau – von Japan verwaltet. Auch diese Gebiete blieben über das Ende des Mandatssystems hinaus im faktischen Besitz ihrer jeweiligen Mandatsmächte.

Ein ursprünglich geplantes britisches oder amerikanisches Mandat für Anatolien wurde verworfen, ebenso Mandate für Armenien und Albanien.

## Treuhandsystem der Vereinten Nationen
Mit dem Tag der Auflösung des Völkerbunds am 18. April 1946 ging die formale Oberhoheit über seine verbliebenen Mandatsgebiete auf die Vereinten Nationen über. Laut Artikel 75 bis 91 der am 24. Oktober 1945 in Kraft getretenen Satzung der Vereinten Nationen lag wie schon bisher nur die Letztverantwortung beim Staatenbund, praktisch wurde die Regierungsgewalt nach wie vor von spezifischen Einzelstaaten ausgeübt. Zur symbolischen Bekräftigung des Ziels, sie zu unabhängigen Staaten aufzubauen, wurden die Mandate nun als Treuhandgebiete bezeichnet. Darüber hinaus wurde die Einteilung in B- und C-Gebiete aufgegeben, an ihre Stelle trat nun die Unterscheidung zwischen so genannten „allgemeinen Treuhandgebieten“ und „strategischen Gebieten“. Während allgemeine Treuhandgebiete unmittelbar dem eigens für diese Aufgabe geschaffenen Treuhandrat, mittelbar der Generalversammlung unterstellt waren, wurde die Oberaufsicht über strategische Gebiete vom Sicherheitsrat geführt. Proponent dieser Einteilung waren die Vereinigten Staaten, die Wert darauf legten, die ihnen überantworteten pazifischen Inselgruppen durch ein Gremium kontrollieren zu lassen, in dem sie über ein Vetorecht verfügen. Die Treuhandgebiete und ihre Entwicklung im Einzelnen:
- Die ehemaligen B-Mandate Kamerun und Togo blieben auf Großbritannien und Frankreich aufgeteilt. Frankreich entließ die von ihm verwalteten Teile Kameruns und Togos 1961 in die Unabhängigkeit, wodurch das heutige souveräne Togo und das heutige souveräne Kamerun entstanden. Großbritannien hatte den von ihm verwalteten Teil Togos bereits 1957 in die Unabhängigkeit entlassen, indem es ihm ermöglichte, sich mit der Goldküste zum souveränen Ghana zu vereinigen. 1961 gab Großbritannien auch den von ihm verwalteten Teil Kameruns auf; sein Süden schloss sich dem mittlerweile selbständigen Teil Kameruns, sein Norden dem seit dem Jahr zuvor souveränen Nigeria an. Ebenfalls 1961 entließ Großbritannien Tanganjika. Im Jahr darauf entließ Belgien Ruanda-Urundi, aus dem damit die heutigen Staaten Ruanda und Burundi hervorgingen.
- Das ehemalige C-Mandat Deutsch-Südwestafrika verblieb unter der Verwaltung der Südafrikanischen Union. Die rigoros betriebene Vorhaben der Union beziehungsweise der 1961 aus ihr hervorgegangenen Republik Südafrika, das Land zu „südafrikanisieren“ und insbesondere die Apartheidspolitik auf das Treuhandgebiet auszudehnen, veranlassten die Vereinten Nationen dazu, der Republik 1966 die Treuhandschaft zu entziehen. Die Republik, die das Gebiet allerdings inzwischen als integralen Teil ihres Staatsgebiets betrachtete, ignorierte diesen Beschluss jedoch erfolgreich und lange Zeit auch ungestraft. Erst nach einer Verurteilung durch den Internationalen Gerichtshof 1971 war Südafrika bereit, ernsthaft auf die Unabhängigkeit des heutigen Namibia hinzuarbeiten, die dieses trotzdem erst 1990 tatsächlich erhielt.
- Das ehemalige C-Mandat Westsamoa verblieb unter der Aufsicht Neuseelands, von dem es 1962 in die Unabhängigkeit entlassen wurde. Nauru und Papua-Neuguinea blieben australischer Verwaltung unterstellt und erhielten ihre Souveränität 1968 beziehungsweise 1975. Die restlichen ehemaligen C-Mandate, die ursprünglich Japanischer Administration unterstanden hatten, wurden den Vereinigten Staaten anvertraut: Die Marshallinseln wurden 1986 und die Karolinen 1990 unabhängig, wodurch das heutige Mikronesien entstand, Palau 1994. Die Nördlichen Marianen entschieden sich für den dauerhaften Anschluss an ihre Schutzmacht.

Seit der Entlassung Palaus am 1. Oktober 1994 steht kein Gebiet mehr unter treuhänderischer Verwaltung.